# Калія Антоніу
Калія Антоніу (нар. 6 квітня 2000) — кіпрська плавчиня, учасниця літніх Олімпійських ігор 2020 року в Токіо.